# BMR装甲兵員輸送車
ペガソ3560 BMR(スペイン語: Blindado Medio sobre Ruedas)とは、スペインのENASAが1979年から生産している装甲兵員輸送車である。

## 開発
1972年、スペイン陸軍はENASAに新型6X6輪装輪装甲車の試作を要求した。ENASAは1975年頃に試作車であるペガソ3500を完成させ、1979年に改良型のペガソ3560がBMR-600の名で制式採用された。

## 車体
車体はアルミ合金の溶接構造だが、車体前部は中空装甲になっている。防弾力は対7.62mm弾程度だが、増加装甲によって12.7x99mm NATO弾、14.5x101mm弾にも耐えられる。水陸両用能力も有しており、通常はタイヤの回転だけで推進力を得るが、オプションで2基のウォータージェットを取り付けることも可能である。
操縦席は前部左側にあり、その後方に無線手兼射撃手の席がある。エンジンは操縦席とキューポラの右側に位置する。
BMR装甲車は各種の任務に対処することが可能である。装甲兵員輸送車として運用する際は、車体後部に10~11人の兵員を収容でき、車体両側面と後部に視察窓を兼ねた銃孔を各2箇所有する。固定武装は、サンタ・バルバラ製TC-3キューポラに装備したブローニングM2重機関銃のみだが、キューポラの代わりに90mm砲を装備したGIAT製TS90砲塔を搭載することができるほか、81mm、120mmなどの各種迫撃砲搭載型、指揮車、回収車などの各種派生型がある。

## 運用
スペイン陸軍のほか、南米諸国などでも採用され、約1500両が生産された。
近年、スペイン軍は保有するBMRに対して、エンジンをスカニア製DS9 61A 24S エンジン（310hp）に換装し、増加装甲とエアコンを装備する「BMR 2計画」を行い、これを施されたBMRはBMR M1と呼ばれている。

## 派生型
BMR 3560.50 (BMR-PP：Porta Personal)
基本型の装甲兵員輸送車。武装はラインメタルMG3かブローニングM2、SB LAG 40グレネードマシンガン。
BMR EDEX (Equipo de Desactivación de Explosivos)
爆発物処理用車両。屋根を高くし、爆発物運搬用の特殊な箱を搭載。
BMR C/C MILAN
戦車駆逐車。ミラン対戦車ミサイルを装備。
BMR C/C TOW
戦車駆逐車。BGM-71 TOW対戦車ミサイルを装備。
BMR VCZ (Véhiculo de Combate Zapadores)
戦闘工兵車。ドーザーブレードとウインチを装備。
BMR VRAC-NBQ (Vehículo de Reconocimiento de Áreas Contaminadas)
NBC偵察車。
BMR GEL (Guerra Electrónica)
電子戦車両。
BMR 3560.51 (BMR-PC：Puesto de Control)
指揮通信車。
BMR 3560.53E (BMR-PM-81：Portamortero)
自走迫撃砲。LN M-86 81mm迫撃砲と砲弾100発を搭載。
BMR 3560.54 (BMR AMB：Ambulancias blindadas)
戦場救急車。
BMR 3560.55 (BMR-Recup：Recuperación)
軽修理車両。クレーンとウインチ、牽引バーを装備。
BMR 3560.56
通信車。
BMR 3560.57
HOT対戦車ミサイルを装備した戦車駆逐車。試作のみ。
BMR 3560.59E (BMR-PM-120：Portamortero)
自走迫撃砲。L-65 120mm迫撃砲を運搬。
VMA (Vehículo Mecanizado Anfibio)
水陸両用機能を改良した型。試作のみ

## 採用国
- スペイン - 682輌
- エジプト - 2024年時点で、エジプト陸軍が250両のBMR-600P装甲兵員輸送車と、数量不詳のBMR 3560.55装甲回収車を保有[1]。
- ペルー - 20輌（海兵隊）
- サウジアラビア - 200輌（海兵隊）
- モロッコ - 100輌
- メキシコ - 40輌